# Ardee
Ardee (Baile Átha Fhirdhia em irlandês) é uma cidade do Condado de Louth, Irlanda. Está localizada na intersecção das rodovias N2, N52, e N33.